# お厚いのがお好き?
『お厚いのがお好き?』（おあついのがおすき）は、2003年4月10日から2004年3月18日までフジテレビで放送されていたアミューズ製作の書籍に関する情報バラエティ番組。全46回。日産自動車の一社提供。放送時間は毎週金曜（木曜深夜） 24:35 - 25:05。

## 概要
難しい本の内容を身近なものに喩えて読み解いていく、大人のための知的情報番組。タイトルは映画『お熱いのがお好き』のパロディである。当初は全25回の予定だったが、後に全46回にまで延長された。
番組は「あなたは気付いているだろうか。私たちの周りに貴重な知識の泉がある事を。ニーチェも、カントも、キルケゴールも読まずに人生を終えるなんてもったいない。さあ、活字の闇を彷徨いなさい。厚い本の世界を」というナレーションで始まっていた。
メインキャストである本の案内人には、「（書名）を読んだ事がないなんて、あなたは人生の1/25（秋の改編以後は1/46）を損している事になる」というお決まりの台詞があった。本の案内人は番組の最後に、その回で紹介した本の著者の国の言葉で挨拶していた。
小さい男は毎回バーで女性をナンパするが、男は女性が紹介する分厚い本を読んだことがないため、早速ふられそうになってしまう。男はあわてて本を読むが、それでも結局はふられてしまうというやり取りがあった。小さい男は毎回番組冒頭で「この番組は日産自動車の提供です」と言い、男にナンパされた女性は毎回番組の終わりで「この番組は日産自動車の提供でした」と言っていた。
番組は視聴者プレゼントを行っており、エンディングのスタッフロールで「※当番組スタッフが、ボロボロになるまで読み込んだ「（書名）」を1名の方にプレゼント」と表示していた。
後継番組は『ニューデザインパラダイス』。

## 出演者
- 本の案内人：白井晃 - 第1回のみ役名が研究所の教授。
- 小さい男：石井正則（アリtoキリギリス） - 第2回から第9回までは毎回役名が異なる。第10回から第25回の役名は読書界の寅さん。
- マドンナ：永田杏奈、大沢舞子、芦名星、寺山由花、桜井友香、五十嵐結花、根本はるみ、上良早紀、佐藤ゆりな、羽田実加、杉原あんり、岡あゆみ、西端さおり、宮崎瑠依 - 第10回から第21回、第23回から第25回。
- 里枝：蒲生麻由 - 第26回から第46回。第22回マドンナ、第3回にも出演。
- その他：橋本さとし、派谷恵美、春日井静奈、長谷部彩子、河村杏里、細木美和、福岡サヤカ、佐藤めぐみ、秋山実希

## スタッフ
- ナレーター：服部潤
- 企画・構成：小山薫堂
- 構成：山名宏和、河合秀仁、内田ぼちぼち
- プロデューサー：大林里枝
- 哲学監修：富増章成
- 使用楽曲：WALTZ2 FROM JAZZ SUITE（映画『アイズ ワイド シャット』サントラより、演奏：ロイヤル・コンセルトヘボウ管弦楽団）

## 放送リスト
1. ラーメンで読み解く、マキアヴェッリの『君主論』 （2003年4月10日放送）
2. ダイエットで読み解く、ニーチェの『ツァラトゥストラはかく語りき』 （2003年4月17日放送）
3. コンビニで読み解く、孫子の『兵法』 （2003年4月24日放送）
4. エンターテインメントで読み解く、パスカルの『パンセ』 （2003年5月1日放送）
5. 女子アナで読み解く、サルトルの『存在と無』 （2003年5月8日放送）
6. テレビ業界で読み解く、フロイトの『精神分析入門』 （2003年5月15日放送）
7. グラビアアイドルで読み解く、プラトンの『饗宴』 （2003年5月22日放送）
8. 六本木ヒルズで読み解く、モンテスキューの『法の精神』 （2003年5月29日放送）
9. 駅弁で読み解く、ソシュールの『一般言語学講義』 （2003年6月5日放送）
10. お笑い芸人で読み解く、ドストエフスキーの『罪と罰』 （2003年6月12日放送）
11. 日光金谷ホテルで読み解く、プルーストの『失われた時を求めて』 （2003年6月19日放送）
12. ペット（犬）で読み解く、ヘーゲルの『精神現象学』 （2003年6月26日放送）
13. 腕時計で読み解く、アダム・スミスの『国富論』 （2003年7月3日放送）
14. カメラで読み解く、キルケゴールの『あれか これか』 （2003年7月10日放送）
15. バスガイドで読み解く、宮本武蔵の『五輪書』 （2003年7月17日放送）
16. 花火で読み解く、ハイデガーの『存在と時間』 （2003年7月24日放送）
17. アミューズメントパークで読み解く、ベンサムの『道徳および立法の原理序論』 （2003年7月31日放送）
18. グルメで読み解く、福澤諭吉の『学問のすすめ』 （2003年8月7日放送）
19. 占いで読み解く、カフカの『城』 （2003年8月14日放送）
20. ホテイチで読み解く、羅貫中の『三国志』 （2003年8月21日放送）
21. スローフードで読み解く、『老子』 （2003年8月28日放送）
22. アイスクリームで読み解く、ダーウィンの『種の起源』 （2003年9月4日放送）
23. 入浴剤で読み解く、ジャック・デリダの『グラマトロジーについて』 （2003年9月11日放送）
24. 海外旅行で読み解く、アインシュタインの『相対性理論』 （2003年9月18日放送）
25. 『抜き打ち試験』（という名の総集編） （2003年10月9日放送）
26. ケーキで読み解く、マルクスの『資本論』 （2003年10月16日放送）
27. 昭和ビジネスで読み解く、サン＝テグジュペリの『星の王子さま』 （2003年10月23日放送）
28. お茶で読み解く、ユングの『人間と象徴（英語版）』 （2003年10月30日放送）
29. 宝くじで読み解く、ウィトゲンシュタインの『論理哲学論考』 （2003年11月6日放送）
30. グルメで読み解く、デカルトの『方法序説』 （2003年11月13日放送）
31. 女子高生ファッションで読み解く、フーコーの『言葉と物（フランス語版）』 （2003年11月20日放送）
32. 鍋料理で読み解く、ジョイスの『ユリシーズ』 （2003年11月27日放送）
33. 女性ファッション誌で読み解く、セルバンテスの『ドン・キホーテ』 （2003年12月4日放送）
34. TVショッピングで読み解く、カントの『純粋理性批判』 （2003年12月11日放送）
35. 温泉で読み解く、ダンテの『神曲』 （2003年12月18日放送）
36. コレクターで読み解く、ゲーテの『ファウスト』 （2004年1月8日放送）
37. サウナで読み解く、ショーペンハウアーの『意志と表象としての世界』 （2004年1月15日放送）
38. 携帯電話で読み解く、ドゥルーズ＝ガタリの『アンチ・オイディプス』 （2004年1月22日放送）
39. チョコレートで読み解く、ガルシア・マルケスの『百年の孤独』 （2004年1月29日放送）
40. 寿司で読み解く、新渡戸稲造の『武士道』 （2004年2月5日放送）
41. バレンタインデーで読み解く、スピノザの『エチカ』 （2004年2月12日放送）
42. アロマテラピーで読み解く、ジェームズの『プラグマティズム』 （2004年2月19日放送）
43. マジック（手品）で読み解く、フッサールの『イデーン(ドイツ語DOCファイル)』 （2004年2月26日放送）
44. 焼酎で読み解く、アリストテレスの『形而上学』 （2004年3月4日放送）
45. 焼肉で読み解く、筒井康隆の『虚人たち』 （2004年3月11日放送）
46. お厚いのがお好き?で読み解く、レイ・ブラッドベリの『華氏451度』 （2004年3月18日放送）

## 関連書籍
2010年に扶桑社から文庫版が刊行された
- お厚いのがお好き？（2004年6月、フジテレビ出版、扶桑社、ISBN 4-594-04202-3）
- なおかつ、お厚いのがお好き？（2004年10月、フジテレビ出版、扶桑社、ISBN 4-594-04792-0）